# Triphenylformazan
Triphenylformazan ist eine organische chemische Verbindung aus der Stoffklasse der Formazane. Die Formazane sind Derivate der hypothetischen Stammverbindung NH=N‑CH=N‑NH2 – formal ein mit einer Azogruppe substituiertes Hydrazon. Diese wurden erstmals 1892 durch Hans von Pechmann und Eugen Bamberger beschrieben. Triphenylformazan ist rot gefärbt und gehört zu den Formazanfarbstoffen.

## Herstellung
Triphenylformazan (6) erhält man durch die Kupplung von Benzoldiazoniumchlorid (5), hergestellt durch Diazotierung von Anilin (4), auf das Hydrazon (3) aus Benzaldehyd (1) und Phenylhydrazin (2). Dabei wird das H-Atom der Aldehydgruppe durch den Diazoniumrest substituiert.

## Reaktionen
Triphenylformazan lässt sich reversibel, beispielsweise mit Bleitetraacetat oder N-Bromsuccinimid, zum Triphenyltetrazoliumchlorid oxidieren. Durch Reduktion, z. B. mit Ammoniumsulfid, erhält man wieder das Formazan.
Triphenylformazan bildet als zweizähniger Ligand Chelatkomplexe mit Kupfer, Nickel und Kobalt. Durch Einführung von Hydroxy- oder Carboxygruppen in die Phenylreste in 1- und 5-Position sind drei- und vierzähnige Metallformazankomplexe zugänglich.

## Verwendung
Das rote Triphenylformazan wird bei dem TTC-Test bei der Reduktion des farblosen Triphenyltetrazoliumchlorids durch verschiedene Dehydrogenasen gebildet. Dieser als Vitalfärbung bezeichnete Farbumschlag ist in der Zellbiologie ein Hinweis auf die metabolische Aktivität von Zellen.
Vierzähnige Kupferkomplexe verschiedener Triphenylformazanderivate spielen eine bedeutende Rolle als blaue Reaktivfarbstoffe in der Textilfärberei.